# Miloš Kratochvíl (fotbalista)
Miloš Kratochvíl (* 26. dubna 1996 Karlovy Vary) je český profesionální fotbalista, který hraje na pozici středního záložníka za slovenský klub FC Spartak Trnava. Je také bývalým českým mládežnickým reprezentantem.

## Klubová kariéra
Svoji fotbalovou kariéru začal v klubu FK Ajax Kolová odkud přestoupil do 1. FC Karlovy Vary, odkud v žácích zamířil do Viktorie Plzeň. Ve Viktorii prošel zbylými mládežnickými kategoriemi.

### Viktoria Plzeň
V létě 2014 se propracoval do prvního mužstva. V A-týmu Plzně debutoval 4. listopadu 2014 v prvním zápase osmifinále českého poháru proti klubu FC Hradec Králové (výhra 2:1), když v 90. minutě vystřídal Marka Bakoše. Viktorka v odvetě na domácí půdě remizovala 0:0 a postoupila do čtvrtfinále. Od jarní části ročníku 2014/15 působí na hostování v jiných mužstech.

#### Baník Sokolov (hostování)
V únoru 2015 odešel hostovat do týmu FK Baník Sokolov. V Baníku strávil jeden a půl sezony, během které pravidelně nastupoval a odehrál 34 druholigových střetnutí, v nichž vsítil sedm branek.

#### Senica (hostování)
Před ročníkem 2016/17 odešel na roční hostování do slovenské klubu FK Senica, kam přišel jako hráčská náhrada za Jakuba Hromadu.
V dresu Senice debutoval 17. července 2016 v ligovém utkání 1. kola proti ŠK Slovan Bratislava (prohra 0:1), odehrál celý zápas. Svou premiérovou branku ve slovenské nejvyšší soutěži a zároveň za Senici vsítil v utkání 4. kola proti 1. FC Tatran Prešov (výhra 4:0). Gól vstřelil v 51. minutě po zpětné přihrávce Ihora Hončara a zvýšil skore zápasu na 2:0.